# 阿拉戈斯州同性婚姻
巴西阿拉戈斯州承認同性婚姻。2012年1月6日阿拉戈斯州法官判決以同性婚姻代替民事結合，令該州成為巴西第一個承認同性婚姻的州份。
2012年1月17日，一對同居了差不多25年的男同性戀者伴侶成為該州第二對同性婚姻伴侶。較早前一對女同性戀者伴侶由民事結合關係轉變為婚姻關係。